# Malden (Missouri)
Malden é uma cidade localizada no estado americano de Missouri, no Condado de Dunklin.

## Demografia
Segundo o censo americano de 2000, a sua população era de 4782 habitantes.
Em 2006, foi estimada uma população de 4596, um decréscimo de 186 (-3.9%).

## Geografia
De acordo com o United States Census Bureau tem uma área de 16,1 km², dos quais 16,1 km² cobertos por terra e 0,0 km² cobertos por água. Malden localiza-se a aproximadamente 86 m acima do nível do mar.

## Localidades na vizinhança
O diagrama seguinte representa as localidades num raio de 16 km ao redor de Malden.